# Lunchmoney Lewis
Gamal „Lunchmoney“ Lewis (* 11. Januar 1988 in Miami, Florida), auch LunchMoney Lewis geschrieben, ist ein US-amerikanischer Sänger, Songwriter und Rapper. Bekannt ist er vor allem für seinen Hit Bills aus dem Jahr 2015.

## Biografie
Gamal Lewis ist der Sohn von Ian und der Neffe von Roger Lewis, beide Gründungsmitglieder der Reggae-Band Inner Circle. Die beiden gründeten in Miami die Circle House Studios und machten sich im Bereich Roots- und Dancehall-Reggae einen Namen. Sie erweiterten ihr Repertoire um Hip-Hop und konnten bekannte Interpreten wie Lil Wayne und Flo Rida in ihr Aufnahmestudio holen. Neben seinem Bruder Abebe, der das Studio später übernahm, war auch Gamal Lewis beteiligt und kam dadurch zu ersten Erwähnungen als Songwriter für Meek Mill, Ace Hood und P. Diddy. 2014 war er an den Charthits Burnin’ Up von Jessie J und Boss von Fifth Harmony beteiligt.
Lewis hatte in den 2000ern schon mit einer Band namens Bottom of da Map und später allein Lieder aufgenommen, die in Miami auch im Radio liefen, und eigene Internetvideos für YouTube produziert. Durch seine Arbeit hatte er die Bekanntschaft des Produzenten und Songschreibers Lukasz Gottwald alias Dr. Luke gemacht, der ihn unter Vertrag nahm und 2014 als Gastsänger für das Album The Pinkprint von Nicki Minaj holte, bei dem er beim Song Trini Dem Girls zu hören ist. Ein Jahr später veröffentlichte Lewis seine Debütsingle Bills. In Australien, wo das Lied zuerst im Februar des Jahres veröffentlicht wurde, stieg es innerhalb von vier Wochen auf Platz eins und wurde mit Dreifachplatin ausgezeichnet. Im Mai erreichte Bills Platz 2 in Großbritannien und vordere Chartplatzierungen in Österreich und Deutschland sowie Goldstatus in diesen drei Ländern. In Deutschland war später im Jahr auch noch die Nachfolgesingle Whip It erfolgreich. In Australien erreichte sie Platz 11 und holte noch einmal Doppelplatin.
In den folgenden beiden Jahren hatte er noch zwei kleinere Hits mit Pitbull bzw. Big Boi als Hauptinterpreten. Mit weiteren Veröffentlichungen solo und mit anderen Musikern konnte er danach aber keine Erfolge mehr erreichen.
Seinen Spitznamen Lunchmoney erhielt er von dem Produzenten Salaam Remi, den er während seiner Schulzeit über seinen Bruder kennengelernt hatte. Der Produzent hatte Gefallen an Lewis gefunden und ließ ihn „herumhängen, schreiben und ins Studio kommen“.

## Diskografie
EPs
- Bills (2015)
- Songs in the Key of Quarantine (2020)

Lieder
- Bills (2015)
- Whip It! (featuring Chloe Angelides, 2015)
- Ain’t Too Cool (2015)
- H.O.E. (Heaven on Earth) (featuring Ty Dolla $ign, 2016)
- Donald (2017)
- Who’s Up? (2018)
- It’s Gonna Be a Lovely Day (featuring Aminé, 2019, Film: The Secret Life of Pets 2)
- Make That Cake (featuring Doja Cat, 2019)
- Pony (featuring City Girls, 2019)
- Cheat (2020)
- Money Dance (2021)
- Ocean (featuring Meghan Trainor, 2021)
- Rain or Shine (2024)
- Buttercup (2025)

Gastbeiträge
- Trini Dem Girls / Nicki Minaj featuring Lunchmoney Lewis (2014)
- Again / Yo Gotti featuring Lunchmoney Lewis (2016)
- I Love Me / Meghan Trainor featuring Lunchmoney Lewis (2016)
- Greenlight / Pitbull featuring Flo Rida & Lunchmoney Lewis (2016, UK: Silber)
- Money Maker / Throttle featuring Lunchmoney Lewis & Aston Merrygold (2016)
- What Happened to Love / Wyclef Jean featuring Lunchmoney Lewis & the Knocks (2017)
- All Night / Big Boi featuring Lunchmoney Lewis (2017)
- Give Love / Andy Grammer featuring Lunchmoney Lewis (2017)
- Ridiculous / Kyrie Irving featuring Lunchmoney Lewis (2018)

## Auszeichnungen für Musikverkäufe
| Silberne Schallplatte - Vereinigtes Königreich - 2018: für die Autorenbeteiligung Bed (Nicki Minaj) Goldene Schallplatte - Australien - 2018: für die Autorenbeteiligung Bed (Nicki Minaj) - Dänemark - 2016: für die Autorenbeteiligung Ain’t Your Mama (Jennifer Lopez) - Frankreich - 2018: für die Single All Night - Kanada - 2016: für die Single Greenlight - 2018: für die Autorenbeteiligung Familiar (Liam Payne & J Balvin) - Mexiko - 2017: für die Autorenbeteiligung Ain’t Your Mama (Jennifer Lopez) - Neuseeland - 2016: für die Single Whip It! - Österreich - 2016: für die Autorenbeteiligung Ain’t Your Mama (Jennifer Lopez) - 2017: für die Autorenbeteiligung Swalla (Jason Derulo) - Vereinigte Staaten - 2017: für die Autorenbeteiligung Ain’t Your Mama (Jennifer Lopez) - 2018: für die Autorenbeteiligung Bed (Nicki Minaj) - 2019: für die Single All Night - Vereinigtes Königreich - 2018: für die Autorenbeteiligung Familiar (Liam Payne & J Balvin) Platin-Schallplatte - Belgien - 2017: für die Autorenbeteiligung Swalla (Jason Derulo) - Dänemark - 2018: für die Autorenbeteiligung Swalla (Jason Derulo) - Deutschland - 2016: für die Autorenbeteiligung Ain’t Your Mama (Jennifer Lopez) - Italien - 2016: für die Autorenbeteiligung Ain’t Your Mama (Jennifer Lopez) - Kanada - 2018: für die Autorenbeteiligung Bed (Nicki Minaj) - Neuseeland - 2015: für die Single Bills - 2017: für die Autorenbeteiligung Swalla (Jason Derulo) - Portugal - 2017: für die Autorenbeteiligung Swalla (Jason Derulo) - Schweden - 2017: für die Autorenbeteiligung So Good (Zara Larsson) - Vereinigte Staaten - 2015: für die Autorenbeteiligung Bo$$ (Fifth Harmony) - Vereinigtes Königreich - 2017: für die Autorenbeteiligung Swalla (Jason Derulo) | 3× Goldene Schallplatte - Deutschland - 2018: für die Autorenbeteiligung Swalla (Jason Derulo) 2× Platin-Schallplatte - Australien - 2016: für die Single Whip It! - Vereinigte Staaten - 2018: für die Autorenbeteiligung Swalla (Jason Derulo) 3× Platin-Schallplatte - Australien - 2016: für die Single Bills - 2019: für die Autorenbeteiligung Swalla (Jason Derulo) - Italien - 2017: für die Autorenbeteiligung Swalla (Jason Derulo) - Spanien - 2016: für die Autorenbeteiligung Ain’t Your Mama (Jennifer Lopez) - 2017: für die Autorenbeteiligung Swalla (Jason Derulo) 4× Platin-Schallplatte - Kanada - 2019: für die Autorenbeteiligung Swalla (Jason Derulo) Diamantene Schallplatte - Frankreich - 2017: für die Autorenbeteiligung Ain’t Your Mama (Jennifer Lopez) - 2017: für die Autorenbeteiligung Swalla (Jason Derulo) - Polen - 2016: für die Autorenbeteiligung Ain’t Your Mama (Jennifer Lopez) |

Anmerkung: Auszeichnungen in Ländern aus den Charttabellen bzw. Chartboxen sind in ebendiesen zu finden.
| Land/RegionAuszeichnungen für Musikverkäufe (Land/Region, Auszeichnungen, Verkäufe, Quellen) | Silber     | Gold       | Platin       | Diamant     | Verkäufe  | Quellen               |
| -------------------------------------------------------------------------------------------- | ---------- | ---------- | ------------ | ----------- | --------- | --------------------- |
| Australien (ARIA)                                                                            | —          | Gold1      | 8× Platin8   | —           | 595.000   | aria.com.au           |
| Belgien (BRMA)                                                                               | —          | —          | Platin1      | —           | 30.000    | ultratop.be           |
| Dänemark (IFPI)                                                                              | —          | Gold1      | Platin1      | —           | 135.000   | ifpi.dk               |
| Deutschland (BVMI)                                                                           | —          | 3× Gold3   | 2× Platin2   | —           | 1.400.000 | musikindustrie.de     |
| Frankreich (SNEP)                                                                            | —          | Gold1      | —            | 2× Diamant2 | 575.000   | snepmusique.com       |
| Italien (FIMI)                                                                               | —          | —          | 4× Platin4   | —           | 200.000   | fimi.it               |
| Kanada (MC)                                                                                  | —          | 2× Gold2   | 5× Platin5   | —           | 480.000   | musiccanada.com       |
| Mexiko (AMPROFON)                                                                            | —          | Gold1      | —            | —           | 30.000    | amprofon.com.mx       |
| Neuseeland (RMNZ)                                                                            | —          | Gold1      | 2× Platin2   | —           | 52.500    | radioscope.co.nz      |
| Österreich (IFPI)                                                                            | —          | 3× Gold3   | —            | —           | 45.000    | ifpi.at               |
| Polen (ZPAV)                                                                                 | —          | —          | —            | Diamant1    | 100.000   | olis.pl               |
| Portugal (AFP)                                                                               | —          | —          | Platin1      | —           | 10.000    | siehe Einzelnachweise |
| Schweden (IFPI)                                                                              | —          | —          | Platin1      | —           | 40.000    | sverigetopplistan.se  |
| Spanien (Promusicae)                                                                         | —          | —          | 6× Platin6   | —           | 240.000   | elportaldemusica.es   |
| Vereinigte Staaten (RIAA)                                                                    | —          | 5× Gold5   | 3× Platin3   | —           | 5.500.000 | riaa.com              |
| Vereinigtes Königreich (BPI)                                                                 | 2× Silber2 | Gold1      | 2× Platin2   | —           | 2.000.000 | bpi.co.uk             |
| Insgesamt                                                                                    | 2× Silber2 | 19× Gold19 | 36× Platin36 | 3× Diamant3 |           |                       |